# Seesen
Seesen − miasto w Niemczech, w kraju związkowym Dolna Saksonia, w powiecie Goslar. W 2023 roku liczyło 19 185 mieszkańców, w tym 9872 kobiety i 9313 mężczyzn.

## Historia
Miasto powstało prawdopodobnie w czasach Karolingów. Pierwsza wzmianka o nim pochodzi z roku 974, w którym to cesarz Otton II przeniósł tutejszą rezydencję do klasztoru Gandersheim. Już w XIV Seesen posiadało prawo do organizowania targów.
W 1856 do miasta doprowadzono linię kolejową, co umożliwiło rozwój przemysłu, głównie spożywczego i wyrobów blacharskich. Wcześniej miasto utrzymywało się głównie z rolnictwa.

## Współpraca
Miejscowości partnerskie:
- Carpentras, Francja
- Montecorvino Rovella, Włochy
- Rauna, Łotwa
- Thale, Saksonia-Anhalt
- Wantage, Anglia